# Juanpi
Juan Pablo Añor Acosta, más conocido deportivamente como Juanpi (Caracas, 24 de enero de 1994), es un futbolista venezolano que juega como centrocampista en el Volos NFC  de la Superliga de Grecia

## Trayectoria
Juan Pablo Añor es hijo del exfutbolista Bernardo Añor, y hermano menor de Bernardo Añor hijo, que hace vida en el Pentacampeón venezolano Caracas FC y que con anterioridad figuró en la liga MLS de los Estados Unidos y sobresaliendo en varios encuentros.
Dio sus primeros pasos jugando en el Colegio San Ignacio de Loyola para luego en 2008 ingresar en la categoría sub-17 del Caracas Fútbol Club. Jugaría con el club capitalino hasta 2009, luego de llegar al Atlético Malagueño de España. En verano de 2013 empieza a hacer la pretemporada con el primer equipo, algo que volvería a repetir en 2014.

### Málaga C.F
Debutaría como profesional el 29 de agosto de 2014 disputando los últimos 14 minutos del encuentro en la derrota 0-3 ante el Valencia CF. El 14 de febrero se confirmó la renovación del jugador, hasta 2021, con el Málaga CF. El jugador afirmó que, "renovar con el Málaga es todo un sueño."
El 31 de enero de 2019 fue cedido por el Málaga C. F. al S. D. Huesca de la primera división de España en los últimos momentos del mercado de invierno. 
Al finalizar la temporada regresó al Málaga C. F. para disputar la campaña 2019-20.
El 3 de octubre de 2020 el Málaga C. F. rescindió de su contrato después de 11 años en el club, por problemas financieros, dejando a Juanpi como agente libre.

### Al-Ain F.C
El 11 de octubre de 2020 se hizo oficial su contratación por el Al-Ain Football Club de la Liga Profesional Saudí.

### Caracas F.C
El 27 de junio de 2022 se hizo oficial su contratación por el Caracas F.C de la Primera División de Venezuela tras más de un año de lesión y firmando hasta finales del mismo año 2022. 

## Selección nacional

### Selecciones menores
Añor ha participado con la Selección de fútbol de Venezuela en las categorías sub-15, sub-17, y sub-20. Con la selección sub-15 participó en el Campeonato Sudamericano Sub-15 de 2009 celebrado en Bolivia. En esa competición disputó 4 partidos y anotando 1 gol.
Con la selección sub-17 participó en el Campeonato Sudamericano Sub-17 de 2011. En dicha competición disputó 3 partidos, recibió 1 tarjeta amarilla y jugó 117 minutos. En 2013 fue llamado para formar parte de la selección sub-20 con miras a participar en el Campeonato Sudamericano de Fútbol Sub-20 de 2013, jugando 2 partidos y anotando 1 gol.

#### Campeonato Sudamericano Sub-15
| Sudamericano      | Sede    | Resultado    | Partidos | Goles |
| ----------------- | ------- | ------------ | -------- | ----- |
| Sudamericano 2009 | Bolivia | Primera fase | 4        | 1     |

#### Campeonato Sudamericano Sub-17
| Sudamericano      | Sede    | Resultado    | Partidos | Goles |
| ----------------- | ------- | ------------ | -------- | ----- |
| Sudamericano 2011 | Ecuador | Primera fase | 3        | 0     |

#### Campeonato Sudamericano Sub-20
| Sudamericano      | Sede      | Resultado    | Partidos | Goles |
| ----------------- | --------- | ------------ | -------- | ----- |
| Sudamericano 2013 | Argentina | Primera fase | 2        | 1     |

### Selección absoluta
Debutó el 14 de noviembre de 2014 en un partido amistoso ante Chile en Talcahuano, que terminó en derrota 0-5. Ingresó en el minuto 58.
Su primer gol fue ante Argentina el 6 de septiembre de 2016 en el empate 2-2 de eliminatorias mundialista, Juanpi había opuesto el 1-0 parcial.

#### Participaciones en Eliminatorias al Mundial
| Eliminatorias                 | Resultado  | Partidos | Goles |
| ----------------------------- | ---------- | -------- | ----- |
| Eliminatorias Mundial de 2018 | 10.º lugar | 6        | 1     |

#### Copa América
| Copa                    | Sede           | Resultado        | Partidos | Goles |
| ----------------------- | -------------- | ---------------- | -------- | ----- |
| Copa América Centenario | Estados Unidos | Cuartos de final | 1        | 0     |
| Copa América 2019       | Brasil         | Cuartos de final | 1        | 0     |

#### Goles internacionales
| #  | Fecha                   | Lugar                                              | Rival     | Gol | Resultado | Competición        |
| -- | ----------------------- | -------------------------------------------------- | --------- | --- | --------- | ------------------ |
| 1. | 6 de septiembre de 2016 | Estadio Metropolitano de Mérida, Mérida, Venezuela | Argentina | 1–0 | 2–2       | Eliminatorias 2018 |

## Clubes

### Juvenil
| Club           | País      | Año       | Partidos | Goles |
| -------------- | --------- | --------- | -------- | ----- |
| Caracas sub-17 | Venezuela | 2009-2010 | 22       | 16    |
| Málaga Juvenil | España    | 2010-2013 | 72       | 37    |

### Profesional
| Club                  | País           | Año            | Partidos | Goles | Asistencias |
| --------------------- | -------------- | -------------- | -------- | ----- | ----------- |
| Atlético Malagueño    | España         | 2013-2014      | 26       | 11    | 0           |
| Málaga C. F.          | España         | 2014-2020      | 121      | 8     | 9           |
| S. D. Huesca (Cedido) | España         | 2019           | 14       | 2     | 2           |
| Al-Ain F. C.          | Arabia Saudita | 2020-2021      | 20       | 5     | 4           |
| Caracas F.C           | Venezuela      | 2022           | 16       | 4     | 0           |
| Panetolikos           | Grecia         | 2023-2024      | 38       | 2     | 5           |
| Caracas F. C.         | Venezuela      | 2024           | 12       | 2     | 4           |
| Volos NFC             | Grecia         | 2025- Presente | 14       | 3     | 3           |

## Estadísticas

### Clubes
Actualizado al útlimo partido jugado el 14 de julio de 2022.
| Club | Div.                | Temporada           | Liga  | Liga  | Liga   | Copas nacionales(1) | Copas nacionales(1) | Copas nacionales(1) | Torneos internacionales(2) | Torneos internacionales(2) | Torneos internacionales(2) | Total | Total | Total  | Media goleadora(3) |
| Club | Div.                | Temporada           | Part. | Goles | Asist. | Part.               | Goles               | Asist.              | Part.                      | Goles                      | Asist.                     | Part. | Goles | Asist. | Media goleadora(3) |
| --- | ------------------- | ------------------- | ----- | ----- | ------ | ------------------- | ------------------- | ------------------- | -------------------------- | -------------------------- | -------------------------- | ----- | ----- | ------ | ------------------ |
| Málaga C. F. · España | 1.ª                 | 2014-15             | 5     | 0     | 0      | 5                   | 1                   | 1                   | -                          | -                          | -                          | 10    | 1     | 1      | 0,10               |
| Málaga C. F. · España | 1.ª                 | 2015-16             | 29    | 4     | 2      | 1                   | 0                   | 0                   | -                          | -                          | -                          | 30    | 4     | 2      | 0,13               |
| Málaga C. F. · España | 1.ª                 | 2016-17             | 22    | 2     | 1      | 2                   | 0                   | 0                   | -                          | -                          | -                          | 24    | 2     | 1      | 0,08               |
| Málaga C. F. · España | 1.ª                 | 2017-18             | 16    | 0     | 1      | 1                   | 0                   | 0                   | -                          | -                          | -                          | 17    | 0     | 1      | 0,00               |
| Málaga C. F. · España | 2.ª                 | 2018-19             | 15    | 1     | 0      | 1                   | 0                   | 0                   | -                          | -                          | -                          | 16    | 1     | 0      | 0,06               |
| Málaga C. F. · España | Total primera etapa | Total primera etapa | 87    | 7     | 4      | 10                  | 1                   | 1                   | -                          | -                          | -                          | 97    | 8     | 5      | 0,11               |
| S.D. Huesca España(Cedido) | 1.ª                 | 2019                | 14    | 2     | 2      | -                   | -                   | -                   | -                          | -                          | -                          | 14    | 2     | 2      | 0,07               |
| S.D. Huesca España(Cedido) | Total club          | Total club          | 14    | 2     | 2      | -                   | -                   | -                   | -                          | -                          | -                          | 14    | 2     | 2      | 0,07               |
| Málaga C.F España | 2.ª                 | 2019-20             | 34    | 1     | 4      | 1                   | -                   | -                   | -                          | -                          | -                          | 35    | 1     | 4      | 0,02               |
| Málaga C.F España | Total club          | Total club          | 121   | 8     | 8      | 11                  | 1                   | 1                   | -                          | -                          | -                          | 132   | 9     | 9      | 0,06               |
| Al-Ain F. C. Arabia Saudita | 1.ª                 | 2020-21             | 18    | 5     | 4      | 2                   | 0                   | 0                   | -                          | -                          | -                          | 20    | 5     | 4      | 0.06               |
| Al-Ain F. C. Arabia Saudita | Total club          | Total club          | 18    | 5     | 4      | 2                   | 0                   | 0                   | -                          | -                          | -                          | 20    | 5     | 4      | 0.06               |
| Caracas F.C Venezuela | 1.ª                 | 2022                | 16    | 4     | 4      | -                   | -                   | -                   | -                          | -                          | -                          | 16    | 4     | 4      | 0.80               |
| Caracas F.C Venezuela | Total Club          | Total Club          | 16    | 4     | 4      | -                   | -                   | -                   | -                          | -                          | -                          | 16    | 4     | 4      | 0.80               |
| Total en su carrera | Total en su carrera | Total en su carrera | 169   | 19    | 18     | 23                  | 1                   | 1                   | -                          | -                          | -                          | 192   | 20    | 19     | 0,07               |
| (1) Incluye Copa del Rey y Copa de Arabia Saudita. (2) Incluye Europa League. (3) Media de goles por encuentro. No incluye goles en partidos amistosos. |                     |                     |       |       |        |                     |                     |                     |                            |                            |                            |       |       |        |                    |

## Palmarés

### Distinciones individuales
| Distinción                                 | Año  |
| ------------------------------------------ | ---- |
| Mejor jugador del Trofeo Ramón de Carranza | 2016 |